# Aegialia
Aegialia là một chi bọ cánh cứng trong họ Scarabaeidae.

## Hình ảnh

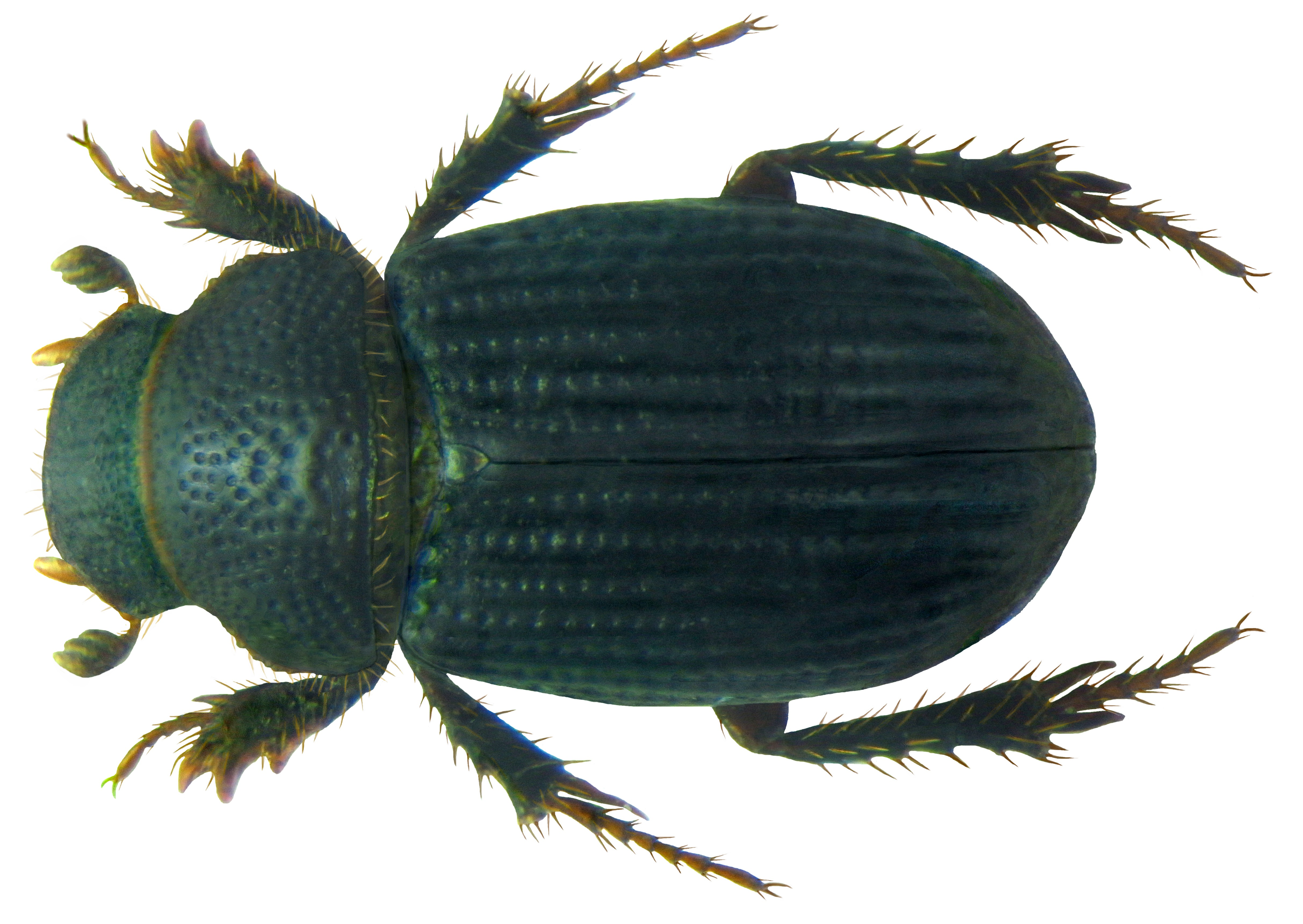

## Danh sách loài
Nó gồm các loài:
- Aegialia concinna
- Aegialia crescenta